# Quadrilla d'Aiara
La Quadrilla d'Aiara/Cuadrilla de Ayala (en euskera: Aiarako Koadrila o Aiaraldea) és una comarca del País Basc; concretament del territori històric d'Àlaba. És una de les set comarques o quadrilles en les quals es divideix la província d'Àlaba. Sol conèixer-se-li també com Ayala-Cantàbrica Alabesa, ja que engloba la major part del territori alabès que se situa al vessant cantàbric i històricament la major part d'aquesta comarca formava la Terra de Ayala La principal població és Laudio, encara que la seu de les institucions comarcals és Respaldiza en el municipi d'Aiara. La comarca se situa al nord-oest d'Àlaba, limitant amb Biscaia i la Província de Burgos amb una superfície de 328,12 km² i una població de 33.281 habitants (2006. La major part de la comarca se situa en la conca alta del riu Nervión. A pesar de pertànyer a Àlaba, es troba dintre de l'àrea d'influència de Bilbao; i la comarca s'assembla en molts aspectes (culturals, històrics, polítics, socials, econòmics, geogràfics, etc.) més a Biscaia que a la resta d'Àlaba. Inclou els municipis d'Amurrio, Artziniega, Aiara, Laudio i Okondo. Aglutina un total de 45 localitats, sent les principals poblacions Laudio i Amurrio, que són respectivament la segona i tercera poblacions més habitades d'Àlaba. Els municipis que componen la Quadrilla de Ayala són: 
| # | Municipi          | Alcalde                  | Partit Polític    | Població | % Població | Territori km² |
| - | ----------------- | ------------------------ | ----------------- | -------- | ---------- | ------------- |
| 1 | Amurrio           | Pablo Isasi Agirre       | Eusko Alkartasuna | 9.592    | 28,8       | 96,36         |
| 2 | Artziniega        | Agurtzane Llano Cuadrado | PNB               | 1.499    | 4,5        | 27,45         |
| 3 | Ayala/Aiara       | Ainhoa Campo Arenaza     | PNB               | 2.542    | 7,6        | 140,85        |
| 4 | Laudio/Llodio     | Jon Karla Menoyo Llano   | PNB               | 18.633   | 56,0       | 37,56         |
| 5 | Okondo            | Andrés Alcalde Olano     | Eusko Alkartasuna | 1.015    | 3,1        | 29,90         |
|   | Quadrilla d'Aiara |                          |                   | 33.281   | 100        | 328,12        |